# Álvaro Rojas (Politiker)

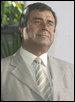
Álvaro Rojas, 2006

Álvaro Manuel Rojas Marín (* 9. Mai 1953) ist ein chilenischer Politiker und Diplomat.

## Leben
Er studierte Veterinärmedizin und promovierte als Agrarökonom an der Technischen Universität München. Er war dabei von 1979 bis 1982 Stipendiat der Konrad-Adenauer-Stiftung. Es folgte eine Tätigkeit als Berater von CEPAL und FAO. Rojas trat eine Professur für Ländliche Entwicklung, Makroökonomie und Agrarwirtschaft an der Universidad de Talca an, deren Rektor er von 1991 bis 2006 war. Zugleich war er von 1994 bis 1997 Vorsitzender des Rates für Agrarinnovation des chilenischen Landwirtschaftsministeriums sowie von 1997 bis 2000 Koordinator des Programms für wissenschaftliche Zusammenarbeit zwischen Chile und Deutschland im Außenministerium. In der Zeit von 2002 bis 2004 war er Vorsitzender des Hochschulrektorenrates. 2006 wurde Rojas chilenischer Landwirtschaftsminister. Das Amt hatte er bis Januar 2008 inne. Er ging dann als Botschafter an die Chilenische Botschaft in Berlin nach Deutschland. Im Februar 2010 kehrte er nach Chile zurück und wurde wieder Rektor in Talca. Er gehört der Partei Partido Demócrata Cristiano de Chile an.